# Рой Маєрс
Рой Маєрс (ісп. Roy Myers, нар. 13 квітня 1969, Лимон) — костариканський футболіст, що грав на позиції півзахисника. По завершенні ігрової кар'єри — тренер
Виступав, зокрема, за «Сапріссу», у складі якої двічі виграв Кубок чемпіонів КОНКАКАФ, а також низку інших нагород. Згодом працював з командою і як тренер, вигравши національний чемпіонат. Крім того грав за національну збірну Коста-Рики, з якою був учасником чемпіонату світу, Кубка Америки та двох Золотих кубків КОНКАКАФ.

## Клубна кар'єра
У дорослому футболі дебютував 1987 року виступами за команду «Лімоненсе» з рідного міста Лимон, в якій провів чотири сезони, взявши участь у 81 матчі чемпіонату.
У вересні 1991 року півзахисник перейшов до уругвайського «Пеньяроля», втім основним гравцем не був, а 30 вересня 1992 року в дербі проти «Насьйоналя» (2:2) в матчі Суперкубка Лібертадорес на 70 хвилині отримав серйозну травму в зіткненні з Хосе Енріке Пеньєю.
В результаті у березні 1993 року Маєрс повернувся на батьківщину і став гравцем клубу «Сапрісса», вигравши з командою два поспіль чемпіонати Коста-Рики у 1994 та 1995 роках, а також здобувши Кубок чемпіонів КОНКАКАФ у 1993 і 1995 році.
25 червня 1996 року Рой перейшов у мексиканську «Пачуку», але провів там менше року і 14 травня 1997 року провернувся до «Сапрісси» перед заключною фазою чемпіонату 1996/97 років. У цьому турнірі він провів сім матчів і став з командою віце-чемпіоном після поразки у фіналі від «Алахуеленсе» 16 липня.
28 жовтня року Маєрс на правах оренди перейшов у колумбійський клуб «Депортес Толіма», де грав до кінця року, після чого знову став виступати за «Сапріссу», вигравши з нею Турнір грандів Центральної Америки 1998 року, а також чемпіонат Коста-Рики 1997/98.
24 лютого 1999 року Маєрс перейшов до клубу Major League Soccer «Нью-Йорк Метростарс» на запрошення тренера Бори Милутиновича, знайомим з гравцем по спільній роботі у збірній Коста-Рики, але вже 1 червня того ж року Рой перейшов у «Лос-Анджелес Гелаксі», з яким зіграв у фінальному матчі турніру, де команда Маєрса програла 0:2 столичному «Ді Сі Юнайтед» і стала другою.
20 травня 2000 року гравець повернувся до «Нью-Йорк Метростарс», де виступав до 7 березня 2001 року, після чого знову став гравцем «Сапрісси».
На початку січня 2003 року Маєрс підписав контракт з «Ередіано», а у сезоні 2003/04 виступав за команди «Картахінес» (під час турніру Апетури 2003 року) та «Санта-Барбара» (у Клаусурі 2004 року).
Завершив ігрову кар'єру у команді другого дивізіону «Фусіон Тібас», за яку виступав протягом 2005 року.

## Виступи за збірну
Не провівши жодного матчу у складі національної збірної Коста-Рики, Маєрс був включений до заявки команди на чемпіонату світу 1990 року в Італії. Там 16 червня на стадіоні «Делле Альпі» у грі проти Бразилії (0:1) Маєрс дебютував за збірну, вийшовши на заміну на 71 хвилині замість Клаудіо Хари. Цей матч так і залишився єдиним для Роя того року.
Наступного 1991 року Маєрс виграв зі збірною перший трофей, здобувши Центральноамериканський кубок, а потім взяв участь у розіграші Золотого кубка КОНКАКАФ 1993 року у США та Мексиці, на якому команда здобула бронзові нагороди, а Маєрс забив 2 голи у 5 іграх. Ці голи так і залишились для Роя єдиними за збірну протягом усієї кар'єри. Надалі Маєрс зіграв у новому розіграші Центральноамериканського кубка у 1995 році, де цього разу костариканці посіли лише четверте місце, а також у кваліфікації до чемпіонату світу 1998 року, провівши 6 ігор, але костариканці не змогли пройти до фінальної стадії.
Того ж року поїхав з командою на розіграш Кубка Америки 1997 року у Болівії, куди Коста-Рика потрапила як запрошений учасник. На цьому турнірі Маєрс провів усі три гри групового етапу, але костариканці виступи вкрай невдало, зазнавши дві розгромні поразки від Бразилії (0:5) та Колумбії (1:4) при одній нічиїй проти Мексики (1:1), посівши таким чином останнє місце у групі.
Згодом у складі збірної був учасником розіграшу Золотого кубка КОНКАКАФ 1998 року у США, де костариканці не вийшли з групи, а наступного року знову зіграв на Центральноамериканському кубку, вигравши його вдруге у своїй кар'єрі.
Свій останній матч у збірній провів 3 вересня 2000 року, замінивши Вальтера Сентено на 79 хвилині відбіркового матчу на чемпіонату світу 2002 року з Барбадосом (3:0). Загалом протягом кар'єри у національній команді, яка тривала 11 років, провів у її формі 45 матчів, забивши 2 голи.
2006 року Маєрс приєднався до збірної Коста-Рики з пляжного футболу, взявши участь у Чемпіонаті КОНКАКАФ. Рой провів усі чотири матчі на турнірі проти Ямайки (8:6), 52 Мексики (4:4), Канади (4:6) і Сполучених Штатів (3:2) і забив 3 голи, чим допоміг команді посісти 3-тє місце.

## Кар'єра тренера
Розпочав тренерську кар'єру у клубі «Сапрісса», де став працювати з юнацькою командою U-15. 18 вересня 2007 року Рой був призначений тренером резервної команди клубу «Сапрісса де Корасон», замінивши на цій посаді Рональда Гонсалеса.
12 листопада 2009 року Маєрс став головним тренером першої команди «Сапрісси», з якою виграв чемпіонат Верано 2010 року. 16 листопада 2010 року Рой був звільнений зі своєї посади через погані результати.
5 грудня 2011 року Маєрс увійшов до тренерського штабу Карлоса Вотсона у молодіжній збірній Коста-Рики/ 13 серпня 2012 року він подав у відставку разом із Вотсоном, оскільки він засудив втручання у його роботу представників федерації.
З 2018 року Маєрс працював з молодіжною командою «Сапрісси», 8 лютого 2021 року Рой знову тимчасово очолив основну команду, замінивши Вальтера Сентено, і мав керувати командою до кінця чемпіонату. Втім клуб виступав вкрай невдало, видавши серію з одинадцяти офіційних матчів без перемог в усіх турнірах, а 18 квітня, після розгромної поразки 0:5 вдома від «Алахуеленсе», за взаємною згодою з правлінням було оголошено про звільнення Маєрса і повернення до роботи з молоддю.

## Досягнення

### Як гравець
- Чемпіон Коста-Рики (4): 1993–94, 1994–95, 1997–98, 1998–99
- Володар Кубка чемпіонів КОНКАКАФ (2): 1993, 1995
- Переможець Турніру грандів Центральної Америки: 1998[en]
- Фіналіст Міжамериканського кубка (2): 1993, 1995
- Володар Кубка центральноамериканських націй (2): 1991, 1999
- Бронзовий призер Золотого кубка КОНКАКАФ: 1993

### Як тренер
- Чемпіон Коста-Рики (1): Верано 2010